# Diözese von Sofia
Die Diözese Sofia (bulgarisch Софийска епархия/Sofijska Eparchija) ist eine Eparchie (Diözese) der Bulgarisch-Orthodoxen Kirche mit Sitz in Sofia. Die Diözese teilt sich heute in acht Okolii: Sofia, Samokow, Ichtiman, Dupniza, Radomir, Kjustendil, Tran und Godetsch. Seit 1922 ist das Oberhaupt der Bulgarisch-Orthodoxen Kirche (1870–1953 Exarch, ab 1953 Patriarch) auch Leiter der Eparchie von Sofia.

## Metropoliten
- Miletij (?–1631)
- Miletij (1671–vor 1676)
- Kalewit
- Anastasij
- Miletij (1872–1891)
- Partenij (1892–1918)
- Exarch Stefan I. (1922–1948)
- Patriarch Kiril (1953–1971)
- Patriarch Maxim (1971–2012)
- Patriarch Neofit (2013-)

## Wichtige Kirchenbauten
- Kloster Dragalewzi
- Kloster Kremikowzi
- Kloster Rila
- Kloster Pantscherewo
- Die Bojana Kirche in Sofia
- Die Alexander Newski Kathedrale in Sofia
- Die Kathedrale Sweta Nedelja in Sofia
- Rotunde Sweti Georgi in Sofia
- Die Sweta-Sofia-Kirche in Sofia
- Die Sweta-Petka-Samardschijska-Kirche in Sofia
- Geistliche Akademie Sofia